# 教宗無謬誤
教宗無誤論（英語：Papal infallibility）是天主教會的信條之一，正式始於1870年，在第一次梵蒂岡大公會議中，由當時的教宗庇護九世正式頒佈為天主教教義，此教義有很嚴格的規範，規定教宗在什麼情況下的言論才可算絕對無錯誤。總括來說，所謂教宗無謬誤，並不是指他所說的每一句話都是絕對正確，而是他代表教會所宣告關於信仰和道德的訓令，才列入無誤的範圍。所以這是指教宗在公告信仰教理上不能錯誤，而非指教宗是永遠正確。這是借助耶穌對伯多祿的承諾，教宗能保留犯錯的可能性。當他行使作為所有信徒的牧者和教師時，他憑藉其最高的宗徒權威，去定義一些有關信仰和道德的教條並由全教會執行。

## 沿革
雖然這教條被定義於1869-1870年第一次梵蒂岡大公會議，但這教條之前已經一直被捍衞，例如在中世紀的神學時期，並且在反宗教改革時期成為被多數人接納的意見。
1870年第一次梵蒂岡大公會議宣佈，教會於下列三種情形下不能錯誤：
1. 教宗以教會領袖名義，對全球教會宣佈有關教義及道德之事項。
2. 大公會議對上列事項之決定。
3. 與教宗保持共融的全球主教團對上列事項之決定（法典 749）。[6]

教宗不能錯誤：教宗以全教會領袖名義，根據聖經和聖傳，對有關教義（信仰）與道德之事項，以隆重方式Ex Cathedra所作之宣佈不能錯誤（法典 749）。至於教宗以個人名義、或對部分教會所作之宣佈、以及非正式之宣佈，均無「不能錯誤性」的保障。此「不能錯誤性」既非不可犯罪性，亦非上主之啟示或感發。
根據天主教的神學，這裏有幾個重要的概念去理解無謬誤，神聖的啟示：聖經、神聖的傳統和神聖的訓導。教宗無謬誤是神聖訓導的一部份，其中還包括大公會議和 「平凡而普遍的訓導。」在天主教的神學中，教宗無謬誤是教會無謬誤之其中一條渠道。教宗無謬誤的教導必須建基在神聖的傳統和聖經上，或至少不會出現矛盾。
無謬誤的教義依賴於天主教教義的基石之一：「伯多祿那至高無上的教宗，他的權威統治決定什麼應該被接納為天主教會的正式信仰。」使用這權力是來自於教宗被認為是教宗寶座權威。天主教徒認為這是使徒的權力和神聖的來源。
於1870年7月18日由梵蒂岡鄭重聲明教宗無謬誤。自那時起，一個對教宗說話有權威的最明顯例子（不是唯一這樣的號令）發生在 1950 年，當時教宗庇護十二世將聖母升天作為一道信條。在1870年的莊嚴定義之前，還有其他教宗權威的法令，例如1302年教宗博義八世的獨一至聖，和 1854 年教宗庇護九世在羅馬教宗的憲法定義了聖母無染原罪。

## 宣佈教義無謬誤的條件
教宗無謬誤是根據莊嚴的教宗身份和職權的教導，無謬誤不單只是包括大公會議上的決定，也包含教宗在教會中所有的教導。
根據第一次梵蒂岡大公會議和教廷傳統，教宗無誤的是根據：
1. 是否是教宗
2. 教宗的說話是否正確
3. 教宗定義如何
4. 教義包含信仰或道德是否正確
5. 教會是否支持[17][18]

若教宗被指為無謬誤，他的教導必須是：
- 得到教會最高權威的肯定（主教或主教團）
- 教義包含信仰或道德
- 能約束普世教會
- 堅定和不可改變
- 由耶穌基督所傳遞給伯多祿和保祿的權柄，並所有教義的聲明和定義都是根據天主的啟示[19]

一般天主教神學家認為，冊封教宗也是一件無謬誤的事，而被冊封的人本身是被天主所揀選並且是已認罪、悔改、有永生盼望的人。一般教宗也會在教會中被稱為聖，並且得到教會的賜福。教宗無謬誤在現今的教宗眼中是很難實現的，教宗若望二十三世曾說出他並不是無謬誤的，教宗本篤十六世也曾指出只在極少情況下，教宗是無謬誤的。

## 《聖經》和伯多祿的權力
根據《瑪竇福音》三16、九2，《路加福音》廿四34及《格林多前書》十五5，《天主教教理》描述伯多祿在宗徒中位居首位。這充分說明因著伯多祿的信心，他作為教會的磐石。耶穌基督在《瑪竇福音》十六18說，伯多祿將建立他的教會，並宣稱戰勝死亡的能力。在《路加福音》廿二32，耶穌給伯多祿一個使命去持守信心，而且每次他回轉後都要堅固他的弟兄。
《天主教教理》透過《瑪竇福音》十六19節，認為耶穌給予伯多祿權力的鑰匙，標誌著有權柄去管理著神的殿，就是教會。在《若望福音》廿一15-17，耶穌復活後給伯多祿權柄去牧養主的羊。耶穌將捆綁與釋放的能力賦予給所有宗徒，尤其伯多祿（《瑪竇福音》十六19），被認為是在《天主教教理》中去開脫罪的權柄、對教義作出判斷和在教會紀律上作出決定 。

## 「Ex Cathedra」
「cathedra」及「sedes」是拉丁文形容「椅子」的字詞，在古代是老師的象徵，寓意着在大學教授辦公室裏的「椅子」，以及「看到」主教的意思（由「sedes」這字而來）。由於天主教認為宗徒伯多祿在保存合一上有特殊的角色，在眾主教中被選立的教宗，好像伯多祿一樣承繼了為全教會發言人，也是宗徒的承繼者，故教宗是被認為是坐在「伯多祿的椅子」或聖座上的，也就是教宗的主教座。
拉丁詞組在字面上是解作「由椅子」的意思，被定義為「當他（教宗）作為全部基督徒的牧羊人和教師，憑藉他最高的宗徒權威，（羅馬的主教）所定義有關信仰或道德的教條，全教會都需要執行和堅持。」
基於同意教宗「Ex Cathedra」，信徒需要的回應的特點是對教宗宣告「應有的尊重」。

## 教宗的權力

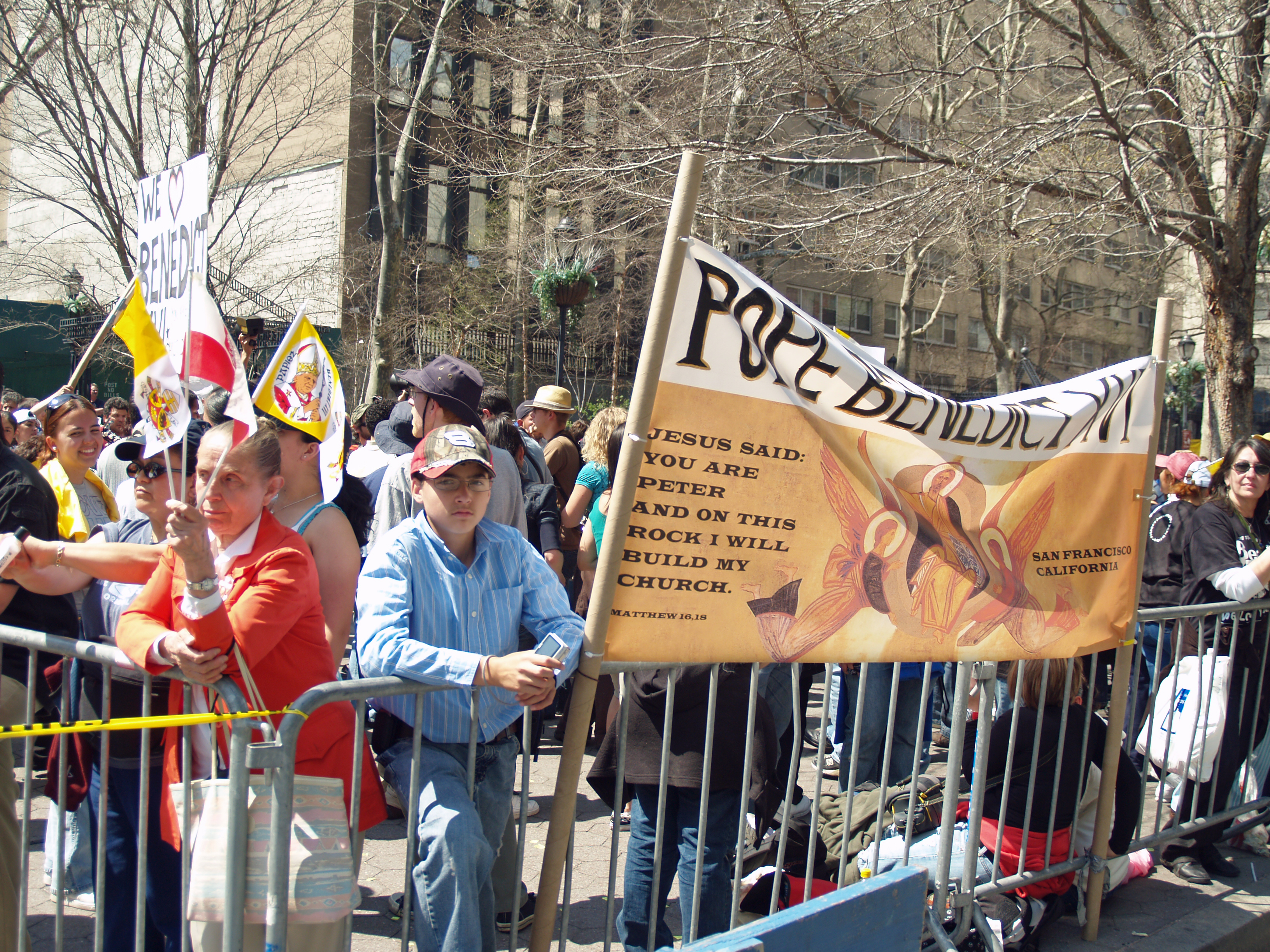
2008年，教宗的支持者於聯合國外，手持引用《瑪竇福音》16章的橫額。

天主教等以教條為主的信仰隨著時間和歷史而發展出它們的神學，而神學是由早期教會所形成。關於教宗權力的教條就像教會的教導和教會的構成一樣，也經歷過一段時期的發展。《福音》上已經清楚指出教宗擁有重要地位的意識，這一點同時也得到早期一世紀教會的認可。亞歷山大的革利免曾就宗徒伯多祿的身份寫了一句說話，「有福的伯多祿，他是被揀選的，是超群的，是眾宗徒之首的，凡與伯多祿一起的人，救主已為他獻出自己。」所以，伯多祿及他的繼承人（教宗）都擁有特別權力。教宗西里修在385年曾寫道，被祝福的宗徒伯多祿為我們承擔了責任，他是我們所相信的，在一切的管理的問題上保護我們和他一切的繼承人。天主教一般認為宗徒的理解和想法已經被寫下並記載在聖經裡，並迅速地成為教會的生活習慣，從那裡開始，一個清晰的神學就被展示出來了。很多早期教父談到大公會議和羅馬主教時，雖然認為他們沒有防止錯誤的神聖保證，但卻認同他們具有可靠的權力來教導聖經和傳統的內容。

## 神學歷史

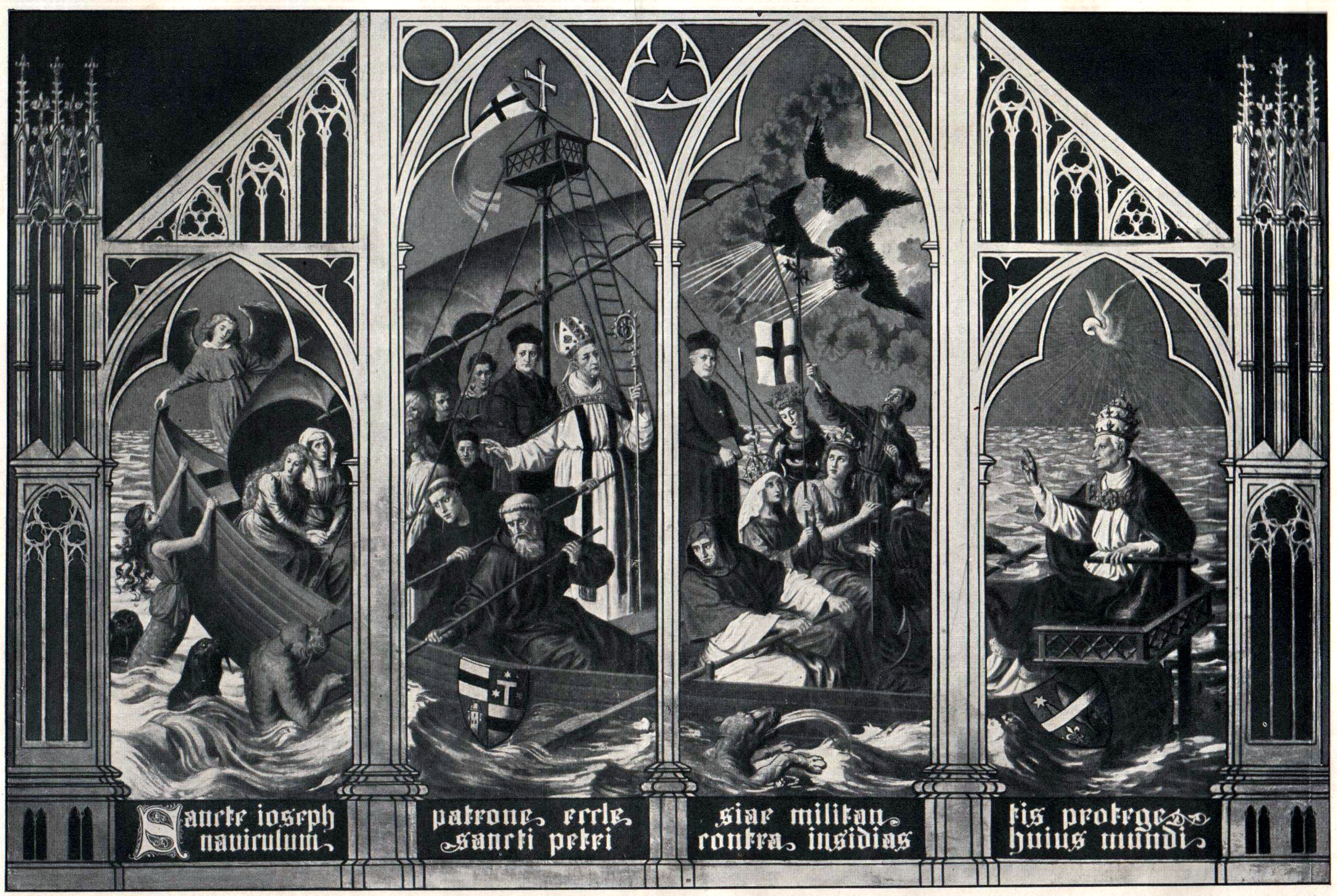
教宗良十三世，作為羅馬主教和宗徒伯多祿的繼承者，代表着天主的基督教會。(1903年由史杜母(Friedrich Stummel繪畫)

克勞斯·沙茨（Klaus Schatz）稱教宗無謬誤的教條是「不可能確定於單一作者或年代作為起始點」。其他學者如布賴恩·蒂爾尼（Brian Tierney）則認為教宗無謬誤的教條是由中世紀的伯多祿·若望·奧利維提議的。沙茨和其他學者視這教條的根源是來自更遠的早期基督教時期。
布萊恩·蒂爾尼認為13世紀的方濟各會神父伯多祿·奧利維是為教宗無謬誤定下基礎的第一人。蒂爾尼的想法被奧格斯·伯恩哈德·哈斯勒（August Bernhard Hasler）和貴格利·積遜（Gregory Lee Jackson）接受；詹姆斯·哈夫（James Heft）和約翰·克魯斯（John V. Kruse）則拒絕認同。沙茨指出奧利維不應如蒂爾尼提議般，在這教條上有如此重要的角色，因為蒂爾尼是一位不能被早期正典學者和神學家的工作認同的人，而他的主要的教導來自奧利維兩個世紀後的15世紀；沙茨宣稱「可能確定於單一作者或年代作為起始點」。爾里希·霍斯特（Ulrich Horst）以同一原因批評蒂爾尼的觀點。馬克·鮑威爾（Mark E. Powell）以他的新教評估教宗無謬誤的一般性問題，他拒絕承認蒂爾尼有關13世紀的奧利維理論，即認為教宗無謬誤的教條定調於第一次梵蒂岡大公會議，且有源自 14 世紀的傳統。鮑威爾特別引述·泰雷尼主教的重要性，並認為教宗無謬誤是主教不斷宣告擁有這權力，以及長久發展下來的。
沙茨指出「羅馬教廷群體得到特別的尊崇，往往與信仰上的忠誠及傳遞上的保存（即信仰的傳世）有關」。他繼續指出「教宗教導無謬誤」的後期教條和513教宗何彌方程式的不同，後者宣稱「羅馬教廷從未曾犯錯（及永遠不會犯錯）」。沙茨強調何彌方程式並不意味着能廣泛應用於「個別教條的定義，但能應用於羅馬教廷於整體信仰上的承傳和伯多祿傳統」。他特別主張何彌方程式並不能排除個別教宗成為異端的可能性，因為該方程式引用「主要於羅馬傳統之上，而不是專門為教宗個人而設」。

### 大公會
十二世紀《教會法匯要》包含由教宗額我略一世（590-604）的聲明，前四個大公會議都被大家敬仰「……類似的四福音書」，因為他們已經「被普世同意成立」，並就額我略一世的說法是，「神聖羅馬教會賦予權力予聖典，但並不受其約束。」一班稱為教會法學者的評論員，一般的結論是教宗可以改變大公會議的法令和紀律，但被約束他們對信仰的言論，在該領域的權威高於教宗。不像那些十五世紀教會會議至上主義者提出來的理論，他們明白一個大公會議為必需涉及教宗，並意味著教宗加上其他主教的力量是大於教宗單獨行動的力量。

### 中世紀
當談及有關道德與信仰的議題時，一些中世紀神學家（如阿奎那）便曾討論過有關教宗無謬誤一事。《教宗訓令》是一份可能由教宗額我略七世在1075年簽署的關於27條應屬教宗之權力的文件。該訓令的宗旨是教宗至上，其中「他可以罷免皇帝」一條使得世俗與宗教權力的界限被打破，並引起了世俗力量。而第19和第22條則分別指出「沒有人能判斷教宗」及「在聖經作證下，羅馬教會從來不會犯錯，他不會犯錯直到永遠」。
在早期的14世紀，方濟會對貧困形式展開衝突，屬靈的人反對修道院方濟並採取極端的立場，最終令宗徒貧困的概念名譽掃地，並因而被教宗若望二十二世譴責，他們因拒絕接受教宗要他們改變規例而遭到迫害。在 1322年3月，他委託專家根據基督和使徒們的想法來考究貧困的想法。專家們彼此都反對，大多數反對的理由是它譴責教會擁有財產的權利的想法。1322年5月，方濟會在佩魯賈及出相反的聲明。他們使用的一種觀點是，若望二十二世的前任教宗曾在一篇文章宣布基督的絕對貧困的看法，並且因此，沒有教宗可以提出相反意見。到了同年12月8日，若望二十二世與他們繼續爭持。在 1324年11月10日，教宗回答了之前的批評，他否認他對手的說法，「羅馬教宗曾經提及的信仰和道德是不可改變的，及不容許繼位人撤銷。」他亦宣稱，他自己的陳述與他的前任教宗們之間是沒有矛盾。但事實上他的說法與前任教宗所說的有出入。
很多人都認為若望二十二世強烈不滿別人將錯誤歸到他或在他以前的教宗身上，而且他在譴責方濟會時亦犯下了錯誤。

### 反宗教改革後時期

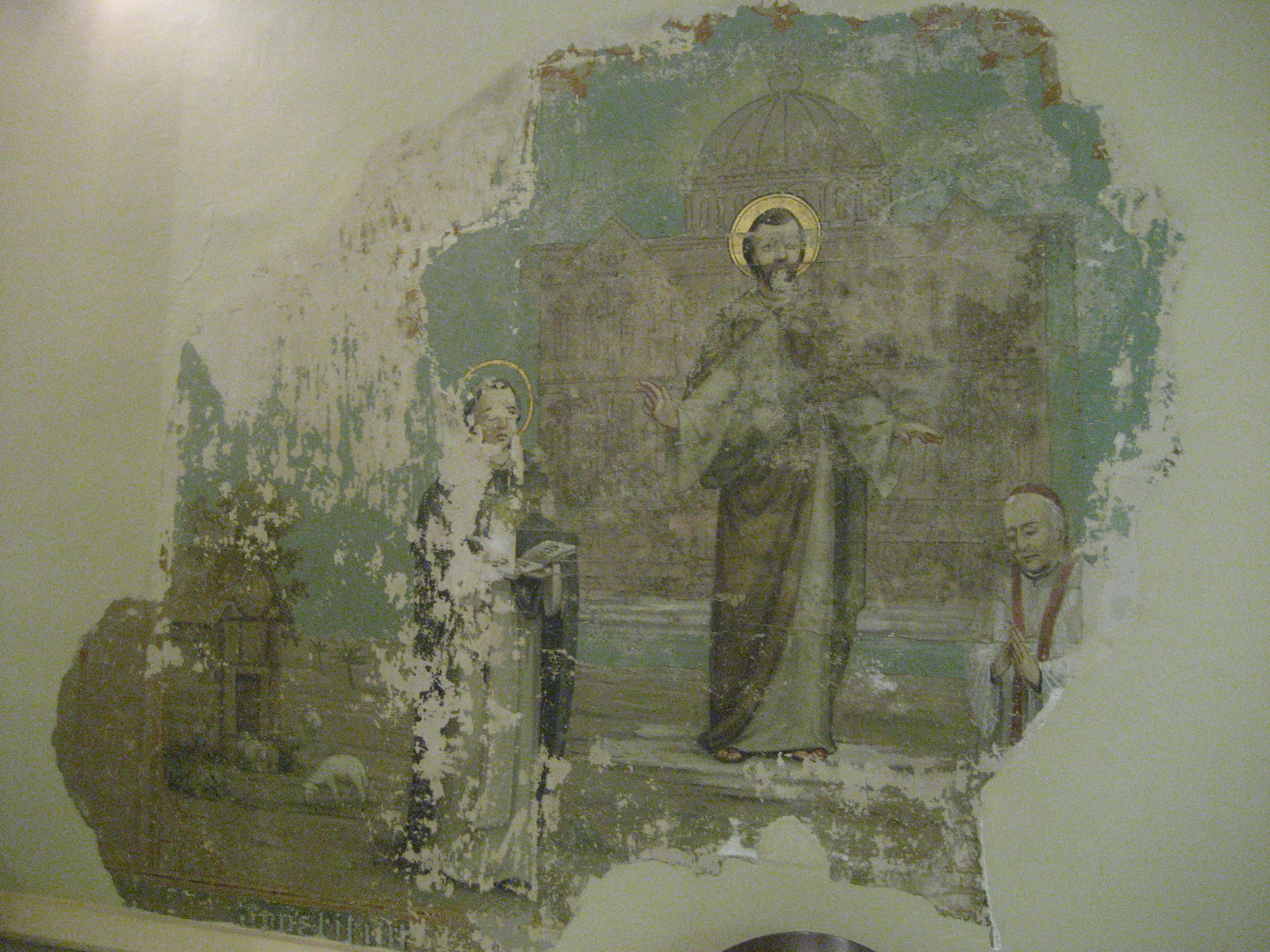
有關教宗無謬誤紀念的油畫 (1870年Voorschoten）。由右至左：庇護九世，基督及阿奎那。

在反宗教改革後的時期，羅馬大聖托馬斯學校的多明尼加神學院，即後來的聖托馬斯·阿奎那天主教大學的阿格利暗（Pontifical University of Saint Thomas Aquinas, Angelicum）積極地維護教宗無謬誤的教條。由 1654 年至 1672 年出任聖托馬斯大學的院務長的費雷（Vincentius，1682）在他的神學論文(De Fide)中為教宗無謬誤護航，他指基督說「我已為你──伯多祿祈禱，這足已證明無謬誤並不是對教會承諾，因教會是由頭（seorsum）分離出來；卻是對頭（seorsum）承諾，因從他那裏能成為教會的來源」。羅馬聖托馬斯大學神學教授多米尼克·格拉維納關注教宗無謬誤的問題，寫道「對教宗來說，他是一（人）而且孤獨的，他被賦予為頭」；另外，「羅馬教宗在時間性上是合一的，所以就個人而言他是無謬誤的」。同樣作為聖托馬斯大學神學教授的文森佐瑪麗亞·加蒂為教宗無謬誤辯護，指出基督的話「我已為你祈禱」等等，是「單單對教會或宗徒以外的伯多祿承諾不易駁倒的原因；但這並不對不代表頭（seorsum）和與頭一起的其他使徒或對教會作出承諾。」他補充「因此伯多祿即使是在教會以外，仍然是無謬誤的」。

### 1870年的教條定義
教宗無謬誤正式在 1870 年被定義，雖然這觀點的傳統可以追溯至更遠。對教會第四條教條式憲法的結論 「永恒的牧人」，第一次梵蒂岡大公會議宣佈與主教里奇奧和愛德華菲茨杰拉德持反對意見：我們的教導和定義這是神聖教條，去透露羅馬教宗講及有關教宗寶座時，他憑藉他的最高使徒權威，去領導所有牧師和基督徒博士，他定義有關信心和道德的教條，並由普世教會執行，透過神聖助手在伯多祿的祝福下給他承諾，是無謬誤和天主的救贖意志，他的教會應賦予有關信心和道德的教義，因而羅馬教宗的這些定義本身並不是從教會的同意。
根據天主教神學，這是一個大公會議通過無謬誤的教條。由於1870年的定義沒有被天主教徒看作為創立教會的，而作為一個對教宗訓導真理的教條式的啟示，教宗教導在1870年之前宣佈取得就可以，如果他們符合載於教條式的定義標準，就認為是無謬誤的。聖母無染原罪是這樣的一個例子。
英國首相威廉·尤爾特·格萊斯頓公開抨擊第一次梵蒂岡會議，指出天主教有「……喪失道德和精神的自由。」他出版一本小冊子叫《梵蒂岡的法令關係到公民效忠》中，他描述天主教會的「亞洲君主制：無非是專制的一種暈眩的高度，和宗教奉承的死亡層面。」他還宣稱，教宗想破壞法治，並以暴政取代，然後隱藏這些「……與自由對立的罪，今人在窒息的煙霧下面。」紐曼樞機著名地以他的信回應函諾福克公爵。在他的信中，他爭議良心才是至高無上的，與教宗無謬誤沒有衝突。他說：「如果教宗願意，我與教宗喝杯，但仍然首先為良心，其次才為教宗。」他其後再說：「梵蒂岡會議離開羅馬教宗，是因為發現他。」他滿足於溫和的定義和具體的問候，可以聲明無謬誤。

### 教會憲章
在第二次梵蒂岡大公會議提出的《教會憲章》，是對教會來說重要的文件，為了避免任何人的討論和懷疑，明確地重申教宗無謬誤的定義。內容的表達如下：
本屆神聖會議，步着第一屆梵蒂岡大公會議的後塵，一同教導並聲明，耶穌基督永生的牧人，曾經建立了聖教會；如同祂由父派遣而來，祂也把使命交給了宗徒們（參閱若：二十，21）；祂要宗徒們的繼承人，就是主教們，直到世界終窮作教會內的牧人。為使主教職保持統一不分，基督定立了聖伯多祿為其他宗徒的首領，並在他身上建立了信仰統一及精神共融的、永久可見的中心與基礎（一）。對於羅馬教宗首席權的設立、權限、性貿、與永久性，以及其不能錯誤的訓導權，本屆神聖大會，再次向全世信友提示其為應該堅信的道理。

## 無謬誤聲明的事例
天主教會沒有關於教宗的話任何事情上都是無謬誤的教導，教宗無謬誤的官方論調是，除了正典中的聖人外，情況是極為罕見的。
天主教神學家認同教宗庇護九世於1854年定義聖母無染原罪的教條和教宗庇護十二世於1950年定義聖母升天的教條同樣是教宗無謬誤的事例，但兩者實際上是由教會的訓導確認的。然而，神學家反對其他文獻的認受性。
關於歷史上教宗的文件，天主教神學家和教會歷史學家克勞斯·沙茨做了深入的研究，於 1985 年發表了一份有關 Ex Cathedra 之文件，認定下列事項：
1. 良的《大卷》（英语：Leo's Tome），由教宗良一世給君士坦丁堡總主教夫拉維亞（英语：Archbishop Flavian of Constantinople），449 年，於基督二性的討論上，由卡爾西頓會議接收;
2. 教宗佳德的信，680 年，關於基督的兩個意志，由第三次君士坦丁堡公會議接收；
3. 教宗本篤十二世，1336 年，主張榮福直觀發生在剛剛死後，而不是最終的審判之前[53]；
4. 教宗諾森十世，1653 年，主張譴責楊森的五個主張為異端 ;
5. 教宗庇護六世，1794 年，譴責畢斯多亞議會（英语：Synod of Pistoia）所定的七個楊森主義命題為異端邪說；
6. 教宗庇護九世，1854年，確定聖母無染原罪論；
7. 教宗庇護十二世，1950年，確定聖母升天。

有關教宗無謬誤的文獻一直都缺乏完整列表。信理部在1998年於 Ad Tuendam Fidem 的評論，於《羅馬觀察報》 1998 年 7 月刊登，列出了一系列由教宗和大公會議（ecumenical councils）提出的無謬誤宣告，同時指出這不意味是一個完整的清單。
當中一份文件提及教宗若望保祿二世的宗座牧函《司鐸聖秩》中提到男人神職人員守獨身的傳統，即較早前大公會議已註明是無謬誤的。雖然這封信不是有關 Ex Cathedra（不是特殊的教導），但卻清澄了在一般及普遍無謬誤的教導。樞機確定若瑟·拉辛格及達濟斯·貝爾托內在大公會議的評論中，亦共同確定了這事情。

## 天主教的否認
教宗無謬誤的概念比第一次梵蒂岡會議成立的教條更廣泛，故遭很多教宗明確地拒絕。因此，在十四世紀主張無謬誤論的方濟各會，和十三世紀的伯多祿·若望·奧利維對於教宗尼各老三世的聲明被教宗若望二十二世拒絕。他譴責方濟各會的條款是：「……留下開放的路讓日後的神學家能重新用不同語言去制定無謬誤論的教義」，就像神學家圭多，他是教宗若望二十二世教廷的成員，在 1330 年說「較接近十九世紀的教宗無謬誤論的教義比任何已經開發較早」，及預期第一次梵蒂岡會議的教義。
在第一次梵蒂岡會議前，有些天主教徒不相信教宗無謬誤論，例如法國神父弗朗索瓦菲利普（1677-1763年），他寫了教義去否認教宗無謬誤論。又有德國費利克斯布勞（ 1754-1798 年），他是美因茨大學教授，去評論無謬誤論。
在 1822 年，貝恩主教宣稱：「在英國和愛爾蘭，我不相信有任何天主教保持教宗無謬誤論。」
在1989至1992年有一個向15至25歲年輕人的調查（其中81%是天主教徒，84%的人年齡小於19歲，而62%是男性），他們主要來自美國，也有來自奧地利、加拿大、厄瓜多爾、法國、愛爾蘭、意大利、日本、韓國、秘魯、西班牙和瑞士，發現 36.9%的人申明「教宗有權說話無謬誤」，而有36.9% (完全相同比數)的人不承認，也有26.2%的人說他們不知道。
此外，在1870年之前，相信教宗無謬誤不是天主教信仰的要求。所以，教會接受從1793年在愛爾蘭需要立誓而獲准進入某些職位及聲明「這不是天主教信仰的信條，我也不需要相信或宣稱教宗是無謬誤的。」
愛爾蘭主教於1826年1月25日重複其接受給天主教神職人員和教友指出：「愛爾蘭的天主教徒不但不相信，他們在宣誓中宣稱……這不是天主教信仰的教條，他們不須相信教宗是無誤的，並且他們也不需持守自己「去服從任何不道德的指令」，雖然教宗或任何教會權力發出或直接命令。相反地，他們尊重服重這些命令會帶來犯罪的危機。」
在1789年，法國大革命的那一年，英國天主教持不同政見者簽署的宣言和抗議，簽署狀態如下：
我們也被指控持有我們的宗教原則，這隱含的服從是從我們教宗和議會的命令和法令；倘若教宗或議會為教會的利益，命令我們拿起武器對抗政府，或以任何方式來顛覆這個國家的法律和自由，或消滅與我們不同立場的人，我們（它是斷言我們的控訴）堅持自己必須服從這樣的命令或法令，唯有在永恆的火裏受苦。

而我們積極否認我們不服從教宗和議會，或其中一方。我們認為任何行為本身不道德或不誠實是可以被判斷，這樣做無論是對教會的利益，還是順從任何宗教力量。我們認識到在教宗沒有絕對正確，我們不相信當我們不服從任何此類命令或法令可能受到任何懲罰。
斯巴魯·辛普森表示，「自1870年以來所有轉載作品已被改變成符合梵蒂岡的想法。在某些情況下，在較早期開始減少了整合的進程。因此，我們現在關注1870年以前的作品。」 所以，他引用在此日期之前的版本。他的神學作品在 1829 年出版，Delahogue教授斷言羅馬教宗的教義，即使當他談到 ex cathedra，高於一般議會的學說可能在不損失信仰或異端危機或分裂下被否認。在他 1829 年的論文《在教會之上》，Delahogue 說：「教宗至上主義的神學家將無謬誤歸因於羅馬主教在這方面的考慮，和當他們說 ex cathedra。然而，這被其他人否認，尤其是法國天主教徒（Gallicans）。」1830 年版的天主教徒伯林頓和柯克的《天主教信仰》說：「教宗的定義或法令，在任何形式的發佈，完全由一個議會或教會的接納，沒有人因內部同意而被責成異端的痛苦。」1860 年版《基南的教義》在英格蘭、蘇格蘭和威爾士的天主教學校使用，歸因於新教徒的想法，天主教徒被迫相信教宗無謬誤：
（問）天主教徒一定相信教宗本身是無謬誤的嗎？
（答）這是一個新教的發明：天主教信仰沒有教條，沒有任何決定要承擔異端的痛苦，除非它被接納，被教師隊伍執行，也就是教會的主教。
斯巴魯．辛普森還引述了1895年的修訂：
（問）但有些天主教徒在梵蒂岡會議前否認教宗無謬誤，過往在這個問題上也有責難嗎？
（答）是，但他們通常在保留下這樣做。只要他們進而掌握教會的首腦，和受他未來的定義限制。
於1861年，愛爾蘭天主教神學院教授穆雷梅努斯寫道那些真正否認教宗無謬誤的人是「不會或最低程度 (除非確實有其他理由顯示) 被視為天主教以外的異教人士。」斯巴魯．辛普森重要的工作，例如天主教反對教宗無謬誤（1909 年），他在第一次梵蒂岡大公會議已經記錄了反對此教義的文件，即使是那些相信其教學的人，但認為其定義不是適當時機。
接續1869年至1870年第一次梵蒂岡會議之後，天主教徒中出現對教宗無謬誤持不同觀點的人，他們幾乎全是德國、奧地利和瑞士人。這些持不同政見者，同時擔任著教會無謬誤的省議會，但也不願接受教宗無謬誤的教條，因而出現他們和教會之間分裂，導致社區的形成及與羅馬分裂，這後來被稱為舊天主教會。大多數天主教徒也接受這定義。第一次梵蒂岡大公會議前，約翰．亨利．紐曼認為，如果將教宗無謬誤視為神學的意見，他反對定義為教義，因為他擔心將來會被濫用和誤解。他十分接受溫和的定義「教宗無謬誤只能執行於某些限制的部份：最初給使徒教會的信仰和道德教條，和經文和傳統流傳下來的。」
一些當今天主教徒，如漢思昆（《無謬誤》的作者）、歷史學家加里威爾斯（《羅馬教宗的罪惡》的作者），拒絕接受教宗無謬誤作為一個信仰問題。漢思昆已被教會排除了不能教導天主教神學。布萊恩帝爾尼同意漢思昆，他引用並得出以下結論：「沒有令人信服的證據去證明在十三世紀前教宗無謬誤已形成任何神學或聖經正典規範的傳統；這教義是被持不同政見的方濟會成員按著適合自己的立場而去創立的；但只有在最初期有抗拒，但因為這教義對教宗的方便而被教宗去接納。」加思哈特利：「……在以前的研究中繪製維特根斯坦的治療詞義，」爭論無謬誤的教義不是真與假，乃是無意義。他聲稱這教義在實際上是沒有實際用途，並屈服於這意義上是不相關的。
天主教神父伯恩哈德月哈斯勒（1980 年 7 月 3 日）寫了一份詳細的分析第一次梵蒂岡會議，精心策劃了一段去說明教宗無謬誤的報告。羅傑奧圖爾描述哈斯勒的工作如下：
- 它削弱或拆毁聲稱教宗無謬誤已經是一個公認的事實，而其正式的定義僅僅取得了法律上的那些早已被公認的事實。
- 它強調這定義的阻力的程度，尤其於法國和德國。
- 它闡明這機會主義的立場在很大程度上是一種禮貌的小說和筆記，並如何被支持無謬誤者去將反對教宗的事件性質大事化小。
- 它精心打造一個「自發的大眾需求」這定義的程度。
- 它強調教宗的個人參與，儘管他的靦腆免責聲明，也要顯示他作為無謬誤運動背後的驅動者和原動力。
- 它詳細介紹了教宗準備去向那少數派逼取正式的意見書，即使其在議會中失利。
- 它提供了深入了解歐洲的政治保守主義，君主和反革命的教條的思想基礎。
- 它建立的學說作為天主教會目前的危機的一個關鍵貢獻要素。

馬克鮑威爾，在一個新教徒的觀點去審視，他寫道：「伯恩哈德月哈斯勒描繪庇護九世是一個沒有受過教育、辱罵自大狂，並且第一次梵蒂岡會議不是自由的。哈斯勒雖然是從事激烈的論戰，和明顯地誇大了庇護九世的圖片，但像哈勒斯用最負面的形容去繪畫教宗庇護九世和第一次梵蒂岡會議，是充分駁斥了那些參與第一次梵蒂岡會議都的證詞。

## 反對無謬誤的看法
那些反對教宗無謬誤的人指出這個講法與聖經和早期教會的教導都是有違背的。
- 根據《瑪竇福音》16:18，「我再給你說：你是伯多祿，在這磐石上，我要建立我的教會，陰間的門決不能戰勝她。」當中的你雖然是指伯多祿，但這磐石是指主耶穌基督而不是伯多祿，所以伯多祿的權力並非如此大。[81][82]
- 根據《路加福音》22:32，主耶穌為伯多祿的信心祈求，因此亦反映出教宗或教廷並非絕對無謬誤，羅馬教廷所提出的只是新的學說而已。[83]
- 根據彼得在早期教會的角色，他在宗徒行傳有領袖般的地位，但與保祿同屬同等地位及影響力，而保祿也成為新約中很重要的人物，因此，在《迦拉達書》2:11-14中，伯多祿也會被保祿批評，並藉此證明伯多祿也是絕非無可指責的。
- 在《伯多祿前書》1:1 和 5:1中，伯多祿只稱呼自己作宗徒或長老，沒有表明出自己是門徒之首或任何作為領袖的名銜。
- 在《若望默示錄》22:18 中，「我向一切聽本書預言的人警告說：誰若在這些預言上加添什麼，天主必要把載於本書上的災禍，加在他身上。」指出沒有任何人能在新約以外額外加上自己的意思，包括教廷在內。[79]
- 在猶太人中，從來沒有無謬誤這個講法，這講法只是一個新的發明。[84][85]
- 教宗無謬誤只是一個屬於異端的講法而已。
- 在耶路撒冷會議中，伯多祿不像是一個無謬誤的教會首領，他所提出的爭論也沒有因為他的身份而成為最終的決定。[86]
- 無謬誤的權力來自聖經，而不是教宗，在新約中，教會的領袖只是主教或長老，而不是教宗。
- 由始至終，在教會的歷史中，教宗無謬誤的教義仍然缺乏全面和普遍的支持。[80]:486ff

## 不同宗派的看法

### 東正教會
東正教拒絕教宗無謬誤的教條。東正教基督徒認為的聖靈將不允許東正教基督徒的整個信徒體墮入錯誤，但留下怎樣才能確保任何情況下也確保聖靈保守的問題。東正教認為，在頭七個大公會議中，《福音》的真理均有可靠、準確的證人，所以會議是無謬誤的，因為他們注意的是基督徒的信心，而不是注意在會議的體制結構之上。
此外，東正教基督徒不相信任何一個主教是無謬誤的，或教宗無謬誤的想法在第一個世紀基督教中被教導。正統歷史學家常常指出譴責教宗和诺理一世為異端的基督教第六次大公會議，是重要的指示。然而，和諾理的給謝爾蓋（Sergius）是否符合第一次梵蒂岡大公會議的標準，是一個爭議。而其他的正統學者認為，過往教宗於梵蒂岡會議以無謬誤的身份，作出在信仰和道德的教導，現在被公認為是有問題的。

### 聖公會
英國教會和它的姊妹教會聖公會拒絕教宗無謬誤論，透過英國教會在 1571 年所頒佈的三十九條信綱去表達拒絕：
第十九條 - 論教會：凡是誠心相信的人，聚集成會，傳講神的正道，遵守基督的命令以施行聖禮，不遺棄聖禮中的要事，那麼這會便是基督有形的教會。
第二十一條 - 論公會的權威：公會未奉君王命令和意旨不可召開。它們既得以召開（它們既是人的會，一切的事並非都為神的靈和話語所統治），它們可能錯誤，並且有時錯誤了，甚至在屬於神的事上也錯誤了。所以，它們規定為得救所必須的事，除非得以證實是從聖經來的，否則既沒有力量，也沒有權威。

### 循道宗
約翰·衛斯理從循道宗的角度修正了英國聖公會的文章，特別是那些在美國的。文章省略了有關羅馬教會和議會的錯誤，包括聖公會條款明文的規定，但仍保留第五條，其中隱含屬於教宗權威的羅馬天主教想法，而且能夠定義信仰等事項顯然不是源自聖經：第五條指出，聖經包含一切有關救贖的事情，它是不需要的任何人的解讀或推理才能成為一則信條……這亦表明沒有人能凌駕在聖經的權威之上。

### 改革宗
長老會和改革宗教會拒絕教宗無謬誤。西敏斯特信仰信条指出，「在 1646 年，這是打算取代三十九條信綱，標明羅馬教宗為『反基督者』是為了走得更遠」，信條包含以下陳述：

（第1章）9：聖經對無謬誤的解釋規則是聖經本身：因此，當有任何經文的真實性和完整意義上出現問題(不是多方面的，而是一方面)，它就必須被搜求和被其他地方的知名發言更清晰。

（第1章）10：最高法院法官引致的宗教爭論都被確定，所有層級的議會、古代作家的意見、人的教條以及個人的聖靈，都要被檢查，並在判決時我們要靜下來，沒有人能說話，只有聖靈透過聖經中說話。

（第25章）6：除了主耶穌基督外，教會裏就沒有其他的頭。既不是羅馬的教宗，在任何意義上，是它們的頭；那敵基督，即大罪人，和滅亡之子、在教會高舉自己的，就是敵擋基督和自稱為神。

### 福音派
福音派教會不認同循道宗與改革宗對教宗無謬誤論的論點。福音派相信聖經是無謬誤的。大多數福音教會和機構都有教義去聲明，聖經是由希伯來文聖經和新約聖經組成，是信仰和實踐的唯一規則。當中大部份的聲明，是有關福音派積極回應方式的信條，並且不包含引用教宗或不屬於福音派教義的成份。

## 把教宗的世俗權力當作教條闡述的聲明
為了在教條中提升教宗的世俗權力並在羅馬召開大公會議，起源於第三世紀的天特會議，在 1863 年 12 月舉行了一次會議，當中出席的主要是奧地利和匈牙利的主教。
在普奧戰爭後，奧地利意識到意大利國，結果因此而有重大的政治改動，「卡托利卡文化宮（Civiltà Cattolica）建議教宗無謬誤將取代教條的世俗權力。」
麥克米倫在一本書中（Bismarck: Some secret pages of his history）寫了有關條目：
這次會議的主要目標將是引起教宗強烈的聲明，並有關世俗權力的事。這個議會的第二個目的，就是遠離羅馬，並向歐洲顯示出梵蒂岡不再享有必要的自由，雖然行為上已證明意大利政府在其渴望和解，並準備以滿足教廷的意願，而實際上他在能力上已經做了一切可做的事。

## 俾斯麥的反應
據 FBM Hollyday，德意志帝國宰相奧托·馮·俾斯麥擔心庇護九世和未來的教宗將使用無謬誤的教條作為促進一個潛在的「教宗渴望國際政治霸權」的武器：
「俾斯麥的注意力被固定，這源於他懼怕國際天主教會有意欲以於1870年宣佈的教宗無謬誤來控制德國。若如之前所述，沒有一位教宗對國際政治霸權有渴望，而俾斯麥的抵抗就可被視為太極拳，當時許多政治家都作為說客。這引致文化鬥爭，當中主要是普魯士在德國各州實行的措施，試圖以立法限制天主教教會的政治權力，減少事務的危機。」
天主教會在多個世紀以來的政治行動，早在 1868 年 2 月 29 日於義大利就發生了。當神聖的監獄頒布法令非埃克佩迪，宣告天主教應該於義大利王國是「既不作選民，也不被選上」。該法令的主要動機是，通過採取人大代表誓言可能會被解釋為一個批准掠奪聖座，因於教宗庇護九世 1874 年 10 月 11 日的觀眾宣布。但這只有在 1888 年是被宣布為絕對禁止的，多於告誡意味著一個特定場合的法令。
為了防止教宗干預政治的潛在危機，於 1872 年，俾斯麥嘗試與其他歐洲國家政府達成共識，即未來的教宗選舉將被操縱。他建議歐洲國家政府應該事先擬定一些不合適當教宗的候選人，並指示自己國家的樞機主教以適當的態度投票。這計劃在《俾斯麥對德國對外代表的外交機密通傳》中流傳。（1872年5月14日於柏林出版，由 FBM Hollyday 翻譯）在裡面，俾斯麥寫道：
這協定已結束這世紀的開始時產生的，在某程度上，教宗和政府間親密的關係；但是，在這一切之上，梵蒂岡會議完全改變有關教宗的無謬誤和司法權。他們對教宗選舉的興趣增到一個極大的程度──但他們關心自己的權利也是堅實的基礎。對於這些決定，教宗開始假設給予權利每個獨立教區裏的主教──主教的權力更為實在地掌握他們的手中。原則上，教宗取代了每個主教的獨立位置；但實際上，教宗隨時隨地能將自己提升至之前的位置，與政府聯繫。而主教成為了教宗的工具，其官員也沒有責。相對於政府，他們成為正式的外交權力，而這權力是因着教宗的無謬誤的，是世上一種完全絕對的權利。在政府承認新教宗的地位，並給予教宗行使權力的特權前，他們必須問清楚自己選舉的選擇，以及他們選擇的人能否保證不會濫用這些權力。

### 引用
1. ↑  徐允傑。〈論教宗、天主教和基督教〉。
2. ↑  .   [2015-05-12]. （原始内容存档于2015-05-18）.
3. ↑  "無謬誤並非指免除一切實際的錯誤，而是指免除錯誤的可能性，" P. J. Toner，無謬誤論，天主教百科全書, 1910年。
4. ↑  第一次梵蒂岡會議，基督的教會教條式的第一個憲法，第四和第九章。
5. ↑  Brian Gogan, The Common Corps of Christendom (Brill 1982 ISBN 978-9-00406508-6), p. 33
6. ↑  《天主教法典第三卷 - 教會訓導職》第749條 - 第一項：教宗以其做所有基督信徒的最高牧人和導師的身份，有權在信仰上堅強眾弟兄，當用職權以決定的行動宣佈有關當信從的信仰或道德教義時，享有在訓導上不錯的特恩。第二項：主教們在大公會議聚會，以信仰和道德的導師和法官的身份，為普世教會決定地宣告當信從的信仰和道德的教義時；或是散居世界各地之主教，彼此之間並與伯鐸的繼承人保持著共融的連繫，與教宗一致確切教導信仰及道德，而共同決定某一信條時，主教們在訓導上亦享有不錯特恩。第三項：任何教義，除非是明顯地如此決定的，不得視為以不錯特恩所決定者。
7. ↑  Erwin Fahlbusch et al. The encyclopedia of Christianity Eradman Books ISBN 0-8028-2416-1
8. ↑  Wilhelm, Joseph and Thomas Scannell. Manual of Catholic Theology. Volume 1, Part 1. London: Kegan Paul, Trench, Trübner & Co. Ltd. 1906. pp 94–100.
9. ↑  Solemn canonization is considered an infallible declaration and has been used many times by popes. Cf. Catholic Encyclopedia article on Beatification and Canonization
10. ↑  Encyclopedia of Catholicism by Frank K. Flinn, J. Gordon Melton 207 ISBN 0-8160-5455-X page 267
11. ↑  "We declare, say, define, and pronounce that it is absolutely necessary for the salvation of every human creature to be subject to the Roman Pontiff."
12. ↑  Manning, Henry Cardinal. Vatican Decrees in their Bearing on Civil Allegiance. London: Longmans, Green & Co., 1875. pg 57, et. seq.: "But it is also true that these relations have been declared by the Church in acts and decrees of infallible authority. Such, for instance, is the bull of Boniface VIII., Unam Sanctam. As this has become the text and centre of the whole controversy at this moment, we will fully treat of it. This bull, then, was beyond all doubt an act ex cathedra... Whatever definition, therefore, is to be found in this bull is to be received as of faith."
13. ↑  Fisher, George Parker. History of Christian Doctrine. Edinburgh: T&T Clark. 1896. page 543
14. ↑  "We declare, pronounce, and define that the doctrine which holds that the most Blessed Virgin Mary, in the first instance of her conception, by a singular grace and privilege granted by Almighty God, in view of the merits of Jesus Christ, the Savior of the human race, was preserved free from all stain of original sin, is a doctrine revealed by God and therefore to be believed firmly and constantly by all the faithful."
15. ↑  MacArthur, John F., Jr. Charismatic Chaos. Grand Rapids: Zondervan. 1992. page 90
16. ↑  .   [2015-05-12]. （原始内容存档于2011-04-29）.
17. ↑  .   [2015-05-12]. （原始内容存档于2006-02-07）.
18. ↑  Cf. Exploring Doctrine: Papal Infallibility; 的存檔，存档日期2016-12-23. Ronald J. Conte Jr, "Papal Infallibility and the Canonization of Saints" （页面存档备份，存于）
19. ↑  John Harty "Theological Definition" in The Catholic Encyclopedia 1908 的存檔，存档日期2013-10-23.
20. ↑  Cf. Hans Schwartz, Eschatology (Eerdmans 2000 ISBN 978-0-8028-4733-1), p. 298 （页面存档备份，存于）
21. ↑  .   [2015-05-12]. （原始内容存档于2020-02-07）.
22. ↑  Commonweal, vol. 57, p. 405
23. ↑  William V. Shannon, The American Irish (University of Massachusetts Press 1989 ISBN 978-0-87023-689-1), p. 120
24. ↑  Leslie Allen, Liberty (Simon & Schuster 1985), p. 236
25. ↑  Ashley Horace Thorndike, Modern Eloquence (New York 1928), p. 2
26. ↑  "zenit.org 的存檔，存档日期2011-06-08.
27. ↑  .   [2015-05-12]. （原始内容存档于2015-03-23）.
28. ↑  .   [2015-05-12]. （原始内容存档于2015-05-07）.
29. ↑  .   [2015-05-12]. （原始内容存档于2006-02-07）.
30. ↑  .   [2015-05-12]. （原始内容存档于2017-04-06）.
31. ↑  Ludwig Ott, Fundamentals of Catholic Dogma, Bk. IV, Pt. 2, Ch. 2, §6.
32. ↑  Die katholischen Missionen, September 1903
33. ↑  .   [2015-05-12]. （原始内容存档于2014-07-07）.
34. ↑  Gregory Lee Jackson, Catholic, Lutheran, Protestant (Self-published 2007 ISBN 978-0-615-16635–3), p. 185
35. ↑  (John V. Kruse, "Reevaluating The Origins of Papal Infallibility" (Saint Louis University 2005), p. 2) （页面存档备份，存于）
36. ↑  Kruse's conclusions on the basis of papal bulls of the time give uncertain results about the existence in them of the notion of papal infallibility (Abstract of John V. Kruse, "Reevaluating The Origins of Papal Infallibility" (Saint Louis University 2005) （页面存档备份，存于）
37. ↑  .   [2015-05-12]. （原始内容存档于2021-09-03）.
38. ↑  .   [2015-05-12]. （原始内容存档于2014-07-07）.
39. ↑  .   [2015-05-12]. （原始内容存档于2014-07-07）.
40. ↑  Klaus Schatz. . Liturgical Press. January 1996: 118–  [7 October 2011]. ISBN 978-0-8146-5522-1. （原始内容存档于2014-07-07）.
41. ↑  Tierney, Brian (1972). Origins of papal infallibility, 1150–1350: a study on the concepts of infallibility, sovereignty and tradition in the Middle Ages. Brill Archive. pp. 46–47.
42. ↑  Tierney, p. 172
43. ↑  Brooke, The Image of St Francis, p. 100
44. ↑  Philip D. Krey et al., Nicholas of Lyra: The Senses of Scripture （页面存档备份，存于） (Brill 2000 ISBN 978-90-04-11295-7), p. 240.
45. ↑  .   [2015-05-12]. （原始内容存档于2012-01-12）.
46. ↑  Remigius Coulon, Ferre: Vincent, in: Dictionary of Catholic Theology, ed. by A. Vacant, E. Mangenor and E. Amann, Vol 5/2, Paris 1913, 2176 -2177.
47. ↑  De Fide, quaest. xii, apud Rocaberti, tom. xx, p. 388, quoted in The Vatican Council and Its Definitions: Pastoral Letter to the Clergy, Henry Edward Manning (1871), 105.  http://books.google.com/books?id=_MMPAAAAIAAJ&pg=PA105#v=onepage&q&f=false （页面存档备份，存于）  Accessed 2-17-2013.  Ferre also writes:"The exposition of certain Paris (doctors) is of no avail, who affirm that Christ only promised that the faith should not fail of the Church founded upon Peter; and not that it should not fail in the successors of Peter taken apart from (seorsum) the Church"
48. ↑  De supremo Judice controv. Fidei et de Papae Infallib. in Decret. Fidei, Morum, etc, quaest. 1, apud Rocaberti, Bibliotheca Maxima Pontificia, 1695-99, tom viii, 392.  http://books.google.com/books?id=_MMPAAAAIAAJ&pg=PA105#v=onepage&q&f=false （页面存档备份，存于）
49. ↑  Gatti, Institutiones Apologetico-Polemicae, apud Bianchi de Constitutione Monarchica Ecclesiae, 124, Rome 1870, quoted in The Vatican Council and Its Definitions: Pastoral Letter to the Clergy by Henry Edward Manning, http://books.google.com/books?id=_MMPAAAAIAAJ&pg=PA107#v=onepage&q&f=false （页面存档备份，存于）  Accessed 2-17-2013
50. ↑  "Catholic Encyclopedia: Vatican Council"
51. ↑  John Paul II. . 24 March 1993  [2015-05-12]. （原始内容存档于2011-08-10）.
52. ↑  參考由蘇利雲(Francis A. Sullivan)寫的《創意富達：稱重》(Creative Fidelity: Weighing and Interpreting Documents of the Magisterium)，第6章
53. ↑  complete text of Benedictus Deus 的存檔，存档日期2013-05-31.
54. 1 2  Ratzinger, Cardinal Joseph; Bertone, Cardinal Tarcisio. .   [2015-05-12]. （原始内容存档于2015-04-29）.
55. ↑  Pope John Paul II. . 1994-05-22  [2015-05-12]. （原始内容存档于2012-01-18）.
56. ↑  . 1995-10-28  [2015-05-12]. （原始内容存档于2015-05-29）.
57. ↑  Cardinal Joseph Ratzinger. .   [2015-05-12]. （原始内容存档于2016-04-14）.
58. ↑  Cardinal Tarcisio Bertone. .   [2015-05-12]. （原始内容存档于2007-10-09）.
59. ↑  Jackson, G. L., (207) Catholic, Lutheran, Protestant: a doctrinal comparison of three Christian Confessionsp185.
60. 1 2  Hasler, A. B., (1981) How the Pope Became Infallible: Pius IX and the Politics of Persuasion (Doubleday; Garden City, NY),pp 36–37
61. ↑  Tierney, B., (1972) Origins of Papal Infallibility 1150–1350 – A Study on the Concepts of Infallibility, Sovereignty, and Tradition in the Middle Ages (E J Brill; Leiden, Netherlands), p171
62. ↑  Thomas Turley, "Infallibilists in the Curia of Pope John XXII" Journal of Medieval History (April 1975), 1 (1), pp. 71–101 (Abstract)
63. ↑  Tierney, p. 250
64. ↑  L. Lehner, Michael Printy (editors), ed. (2010). A Companion to the Catholic Enlightenment in Europe. Brill. p. 428. ISBN 978-90-04-18351-3.
65. ↑  Lehner and Printy, Companion 2010, p. 151
66. ↑  Gladstone, Vaticanism, p. 48, quoted in William John Sparrow Simpson, Roman Catholic Opposition to Papal Infallibility (John Murray 1909), p. 101
67. ↑  Johann G. Roten, S.M, A Faceless Madonna: Young People Love the Blessed Mother But Do Not Know Her Very Well
68. ↑  Sparrow Simpson, p. 106
69. ↑  Sparrow Simpson, p. 107
70. ↑  "Romano pontifici sub hoc ultimo respectu considerato, et ubi loquitur, ut dicunt, ex cathedra, infallibilitatem attribuunt Ultramontani theologi, quibus alii, et Galli speciatim, contradicunt" G. Finch, The Romish Controversy (British Society for Promoting the Religious Principles of the Reformation, London 1850), vol. II, p. 846
71. ↑  Sparrow Simpson, pp. 111–112
72. ↑  Sparrow Simpson, pp. 115–116
73. ↑  W. J. Sparrow Simpson, Roman Catholic Opposition to Papal Infallibility (John Murray 1909)
74. ↑  Avery Dulles, "Newman on Infallibility" in Theological Studies 51 (1990), p. 444
75. ↑  Tierney, Origins of Papal Infallibility, 1150–1350 (Brill 1972), p. 281
76. ↑  Darkness and Light: The Analysis of Doctrinal Statements (Paulist Press, 1975), and see Germain Grisez, "Note. Infallibility and Contraception: A Reply to Garth Hallett" in Theological Studies 47 (1986)
77. ↑  Roger O'Toole, Review of "How the Pope Became Infallible: Pius IX and the Politics of Persuasion" by August Bernhard Hasler; Peter Heinegg, Sociological Analysis, Vol. 43, No. 1. (Spring, 1982), pp. 86–88, at p. 87.
78. ↑  Infallibility: A Protestant Evaluation of an Ecumenical Issue, (ISBN 978-0-8028-6284-6 Published by William B Eerdmans Publishing Co), p. 23
79. 1 2  What Think Ye of Rome? Part Four: The Catholic-Protestant Debate on Papal Infallibility （页面存档备份，存于）, Christian Research Journal, Fall 1994, page 24
80. 1 2  Treat, John Harvey; Butler, G. H. Houghton. . Bishop Welles Brotherhood. 1888  [17 July 2011]. （原始内容存档于2016-05-11）.
81. ↑  petra: Rm. 8:33; 1Cor. 10:4; 1Pet. 2:8; lithos: Mat. 21:42; Mk.12:10–11; Lk. 20:17–18; Act. 4:11; Rm. 9:33; Eph. 2:20; 1Pet. 2:4–8; cf. Dt. 32:4, Is. 28:16; Ephesians 2:20 speaks of the church as "built on the foundation of the apostles and prophets"
82. ↑  Augustine, On the Gospel of John Tractate 12435, The Nicene and Post-Nicene Fathers Series I, Grand Rapids: Wm. B. Eerdmans Publishing Co., 1983, 7:450, as cited in White, Answers to Catholic Claims, p. 106
83. ↑  John Calvin, Institutes of the Christian Religion, p. 1105; Philadelphia: Westminster Press, 1960
84. ↑  .   [2015-05-12]. （原始内容存档于2015-06-08）.
85. ↑  A Response to an Argument for Infallibility[永久]
86. ↑  F. F. Bruce, Peter, Stephen, James and John, 86ff; Grand Rapids: Wm. B. Eerdmans Publishing Co., 1979
87. ↑  Encyclical of the Eastern Patriarchs of 1848
88. ↑  Cleenewerck, Laurent. His Broken Body: Understanding and Healing the Schism between the Roman Catholic and Eastern Orthodox Churches. pp. 301–30
89. ↑  台灣維基《（页面存档备份，存于） 三十九條信綱]》，2015年5月7日。
90. ↑  台灣維基《三十九條信綱》
91. ↑  .   [2015-05-12]. （原始内容存档于2015-05-18）.
92. ↑  Timothy Larsen; Daniel J. Trier (2007). The Cambridge Companion to Evangelical Theology. New York: Cambridge University Press. p. 38. ISBN 978-0-521-60974-6.
93. ↑  De Cesare, Raffaele. . Archibald Constable & Co. 1909: 422.
94. ↑  De Cesare, Raffaele. . Archibald Constable & Co. 1909: 423.
95. ↑  .   [2015-05-12]. （原始内容存档于2014-01-03）.
96. 1 2  .   [2015-05-12]. （原始内容存档于2017-02-02）.
97. ↑  .   [2015-05-12]. （原始内容存档于2015-09-24）.

## 延伸读物
- http://ejournals.bc.edu/ojs/index.php/ctsa/article/view/2986/2600 （页面存档备份，存于）
- Bishop Joseph Fessler (1813–1872), Secretary-General of the First Vatican Council. The true and the false infallibility of the Popes. (1871)
- Catechism of the Catholic Church on infallibility (Holy See official website)
- "Infallibility". Catholic Encyclopedia. 1913.
- "Infallibility". Encyclopædia Britannica (11th ed.). 1911.
- "Infallibility". Collier's New Encyclopedia. 1921.
- Catholicregister.org News article from the Catholic Register on Rethinking Papal Infallibilty.